# Heliophanus glaucus
Heliophanus glaucus là một loài nhện trong họ Salticidae.
Loài này thuộc chi Heliophanus. Heliophanus glaucus được Friedrich Wilhelm Bösenberg & Lenz miêu tả năm 1895.